# 鵜渡根島
34°28′21″N 139°17′38″E / 34.47250°N 139.29389°E

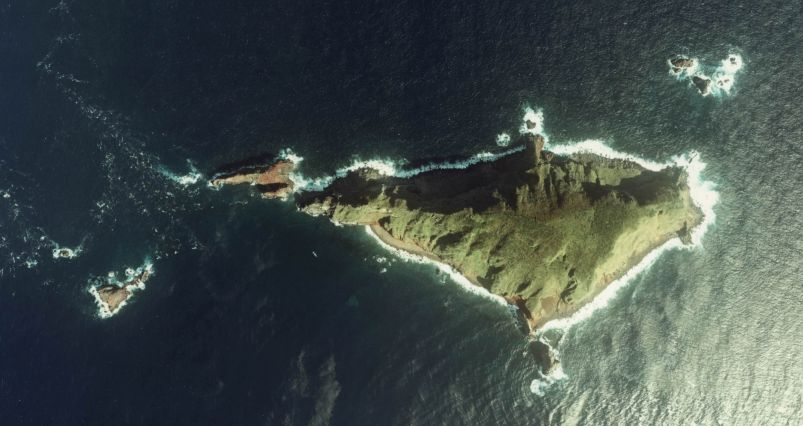
鵜渡根島

鵜渡根島是位在日本伊豆諸島的利島和新島之間的無人島。面積0.4平方公里。包含在富士箱根伊豆国立公园內。

## 外部連結
- 维基共享资源上的相關多媒體資源：鵜渡根島